# Guram Dochanashvili
Guram Dochanashvili (Georgiano: გურამ დოჩანაშვილი) (Tiflis, 26 de marzo de 1939-Ib., 3 de abril de 2021) fue un historiador, antropólogo, arqueólogo y escritor de prosa georgiano, quien ha sido popular por sus cuentos desde los años sesenta.

## Biografía
Dochanashvili nació en Tiflis, capital de Georgia entonces soviética. Luego de graduarse en la Universidad Estatal de Tiflis en 1962, trabajó para el Instituto de Historia, Arqueología y Etnografía, y participó en varias expediciones arqueológicas de 1962 a 1975. Entonces dirigió la sección de prosa de la revista literaria Mnatobi de 1975 a 1985. Desde 1985 fue director -en-jefe del estudio de cine Gruziya.
Dochanashvili debutó como escritor en 1961. Se hizo notar inmediatamente por su rechazo de los dogmas literarios soviéticos de Realismo Socialista, y sus visión disidente. Tiene publicadas docenas de historias y novelas las cuales le hicieron ganar la aclamación nacional por sus cuentos e inventiva. Su obra más popular es la novela de 1975 El Primer Garment (სამოსელი პირველი) basada en la Biblia y la historia de la Guerra de Canudos en el Brasil del siglo XIX.

## Premios
- Premio literario Saba para La Contribución en el Desarrollo de Literatura (2010)
- El orden de George santo para Establecer Valores Morales, Patriarchate de Georgia (2013)